# Samuel Arguedas Katchenguis
Samuel Arguedas Katchenguis (Heredia, Costa Rica, 1896 - Distrito Federal, México, 1978) fue un educador y escritor costarricense.

## Formación y actividad académica
Se graduó de maestro en la Escuela Normal de Heredia. Fue profesor del Liceo de Costa Rica. 
Ingresó a la Academia Costarricense de la Lengua en 1941 para ocupar la Silla D, vacante por la muerte de don Manuel María de Peralta y Alfaro (1930) y la renuncia de su sucesor electo don Mario Sancho Jiménez (1938). También fue miembro correspondiente y honorario de la Academia Mexicana de la Lengua desde 1973 hasta su muerte.

## Principales obras publicadas
- La Sinhueso (1938)
- Primera y tercera obras de misericordia (1939)
- Diversos ensayos y artículos y las antologías Lecturas (1917)
- Literatura para niños (1918)
- La trilogía antológica Centroamérica, Hispanoamérica y España (1938).